# (17917) Cartan
(17917) Cartan (1999 GN5) – planetoida z pasa głównego asteroid okrążająca Słońce w ciągu 4,13 lat w średniej odległości 2,57 j.a. Odkryta 15 kwietnia 1999 roku.